# Гер'ява
Ге́р'ява (ест. Herjava küla) — село в Естонії, у волості Рідала повіту Ляенемаа.

## Населення
Чисельність населення на 31 грудня 2011 року становила 203 особи.

## Географія
Через село проходить автошлях 9 (Еесмяе — Хаапсалу — Рогукюла).